# The Hever and Vazelína Band
The Hever & Vaselina Band je česká undergroundová kapela založená Miroslavem „Skalákem“ Skalickým roku 1972. Společně s The Plastic People of the Universe a DG 307 hráli, stejně jako sám Skalický, důležitou a velmi vlivnou roli v hnutí české protirežimní kultury a undergroundu. Členové kapely byli proto často zatýkáni a pronásledováni tajnou policií.

## Historie
Kapela neměla žádné pevné složení; jediným stálým členem kapely byl Skalák, který měl nejzásadnější podíl na hudebním směru kapely. Nejvíc ho ovlivnily styly rhythm and blues na kterém kapela postavila svůj vlastní originální zvuk, odlišný od jiných undergroundových hudebních seskupení své doby. Kromě kytary a bicích se v kapele objevovalo také dost nehudebních nástrojů, například různé plechy nebo sudy.
Vystoupení Vaselina Band byla ze začátku, jak bylo u českého undergroundu běžné, často tajná a na nevšedních místech (byty, parky, hospody, smetiště). První větší akcí, na které The Hever and Vazelína Band hráli, byl II. festival druhé kultury, kde se také Miroslav Skalický seznámil s Václavem Havlem, který v roce 2009 s kapelou vystoupil jako hráč na sudy.